# Віллак'яра
Віллак'яра (італ. Villachiara) — муніципалітет в Італії, у регіоні Ломбардія, провінція Брешія.
Віллак'яра розташований на відстані близько 440 км на північний захід від Рима, 60 км на схід від Мілана, 30 км на південний захід від Брешії.
Населення — 1464 особи (2014).
Щорічний фестиваль відбувається 11 серпня. Покровитель — Santa Chiara.

## Демографія
Населення за роками:

Станом на 1 січня 2023 року в муніципалітеті офіційно проживало 116 іноземців з 13 країн, серед них 19 громадян країн Євросоюзу та 7 громадян України.

## Сусідні муніципалітети
- Аццанелло
- Борго-Сан-Джакомо
- Дженівольта
- Орцинуові
- Сончино